# Dia Nacional da Pessoa com Deficiência Visual
Dia Nacional da Pessoa com Deficiência Visual, também conhecida como Dia Nacional do Cego, é uma data comemorativa celebrada no Brasil em 13 de dezembro para a conscientização sobre o preconceito e discriminação sofrido pelas pessoas cegas. A data foi implementada pelo Decreto nº 51.045/1961, durante o governo Jânio Quadros.